# Háje
Háje – część Pragi. W 2006 zamieszkiwało ją 22 900 mieszkańców.